# Butt Trumpet
Butt Trumpet – zespół punkrockowy z Los Angeles założony w 1990 roku. Zespół rozpadł się w 1995 roku, ale w 1998 trzy członkinie, Bianca Butthole, Blare N. Bitch i Sharon Needles, uformowały nową grupę Betty Blowtorch.

## Dyskografia
- Primitive Enema (1994)
- Split CD (2005)